# Acceptilatio
Az acceptilatio (latin) az ókori római jogban az  átvétel elismerését jelentette. Az adós kérdésére a hitelező válaszával (acceptilatio verbis), vagy a hitelező bevételi könyvében való jóváírással (acceptilatio litteris) történt. Az acceptilatio megszüntette az adós tartozását, akár történt fizetés, akár nem. Az acceptilatio verbis csak szóbeli szerződésből származó követelés megszüntetésére volt alkalmas. 

## Forrás
- Uj Idők Lexikona 1-2. A - Assisi (Budapest, 1936) 36. old.